# Svájc a 2012. évi nyári olimpiai játékokon
Svájc a nagy-britanniai Londonban megrendezett 2012. évi nyári olimpiai játékok egyik részt vevő nemzete volt. Az országot az olimpián 19 sportágban 98 sportoló képviselte, akik összesen 4 érmet szereztek.

## Érmesek
| Érem  | Versenyző     | Sportág      | Versenyszám              |
| ----- | ------------- | ------------ | ------------------------ |
| Arany | Steve Guerdat | Lovaglás     | Díjugratás, egyéni       |
| Arany | Nicola Spirig | Triatlon     | Női                      |
| Ezüst | Nino Schurter | Kerékpározás | Férfi terep-kerékpározás |
| Ezüst | Roger Federer | Tenisz       | Férfi egyes              |

## Atlétika
Férfi
| Versenyző      | Versenyszám | Előfutam | Előfutam | Előfutam | Elődöntő | Elődöntő | Elődöntő | Döntő   | Döntő    |
| Versenyző      | Versenyszám | Idő      | Hely.    | Össz.    | Idő      | Hely.    | Össz.    | Idő     | Helyezés |
| -------------- | ----------- | -------- | -------- | -------- | -------- | -------- | -------- | ------- | -------- |
| Alex Wilson    | 200 m       | 20,57    | 4.       | 15.*     | 20,85    | 7.       | 21.      | kiesett | kiesett  |
| Reto Schenkel  | 200 m       | 20,98    | 7.       | 41.      | kiesett  | kiesett  | kiesett  | kiesett | kiesett  |
| Viktor Röthlin | Maraton     |          |          |          |          |          |          | 2:12:48 | 11.      |

Női
| Versenyző                                                    | Versenyszám     | Előfutam | Előfutam | Előfutam | Elődöntő | Elődöntő | Elődöntő | Döntő   | Döntő    |
| Versenyző                                                    | Versenyszám     | Idő      | Hely.    | Össz.    | Idő      | Hely.    | Össz.    | Idő     | Helyezés |
| ------------------------------------------------------------ | --------------- | -------- | -------- | -------- | -------- | -------- | -------- | ------- | -------- |
| Léa Sprunger                                                 | 200 m           | 23,27    | 4.       | 30.      | kiesett  | kiesett  | kiesett  | kiesett | kiesett  |
| Maja Neuenschwander                                          | Maraton         |          |          |          |          |          |          | 2:34:50 | 53.      |
| Noemi Zbären                                                 | 100 m gát       | 13,33    | 6.       | 27.      | kiesett  | kiesett  | kiesett  | kiesett | kiesett  |
| Michelle Cueni Mujinga Kambundji Ellen Sprunger Léa Sprunger | 4 × 100 m váltó | 43,54    | 7.       | 13.      |          |          |          | kiesett | kiesett  |

| Versenyző      | Versenyszám | Selejtező | Selejtező | Döntő    | Döntő    |
| Versenyző      | Versenyszám | Eredmény  | Helyezés  | Eredmény | Helyezés |
| -------------- | ----------- | --------- | --------- | -------- | -------- |
| Nicole Büchler | Rúdugrás    | 425 cm    | 25.       | kiesett  | kiesett  |
| Irène Pusterla | Távolugrás  | 620 cm    | 25.       | kiesett  | kiesett  |

| Versenyző      | Versenyszám | 100 m gát | 100 m gát | Magasugrás | Magasugrás | Súlylökés | Súlylökés | 200 m | 200 m | Távolugrás | Távolugrás | Gerelyhajítás | Gerelyhajítás | 800 m   | 800 m | Végeredmény | Végeredmény |
| Versenyző      | Versenyszám | Idő       | Pont      | Eredmény   | Pont       | Eredmény  | Pont      | Idő   | Pont  | Eredmény   | Pont       | Eredmény      | Pont          | Idő     | Pont  | Pont        | Helyezés    |
| -------------- | ----------- | --------- | --------- | ---------- | ---------- | --------- | --------- | ----- | ----- | ---------- | ---------- | ------------- | ------------- | ------- | ----- | ----------- | ----------- |
| Ellen Sprunger | Hétpróba    | 13,35     | 1072      | 171 cm     | 867        | 12,62 m   | 702       | 23,59 | 1020  | 588 cm     | 813        | 45,63 m       | 776           | 2:17,54 | 857   | 6107        | 19.         |

## Birkózás

### Férfi
Kötöttfogású
| Versenyző      | Versenyszám | Selejtező         | Nyolcaddöntő                        | Negyeddöntő       | Elődöntő          | Vigaszág első kör | Vigaszág elődöntő | Bronz- mérkőzés   | Döntő             | Helyezés |
| Versenyző      | Versenyszám | Ellenfél Eredmény | Ellenfél Eredmény                   | Ellenfél Eredmény | Ellenfél Eredmény | Ellenfél Eredmény | Ellenfél Eredmény | Ellenfél Eredmény | Ellenfél Eredmény | Helyezés |
| -------------- | ----------- | ----------------- | ----------------------------------- | ----------------- | ----------------- | ----------------- | ----------------- | ----------------- | ----------------- | -------- |
| Pascal Strebel | 66 kg       | erőnyerő          | Manuchar Tskhadaia (GEO) · 0–2, 1–5 | kiesett           | kiesett           |                   |                   |                   |                   | 15.      |

## Cselgáncs
Férfi
| Versenyző          | Versenyszám | Selejtező         | 32-es főtábla                        | Nyolcaddöntő      | Negyeddöntő       | Elődöntő          | Vigaszág elődöntő | Bronz- mérkőzés   | Döntő             | Helyezés |
| Versenyző          | Versenyszám | Ellenfél Eredmény | Ellenfél Eredmény                    | Ellenfél Eredmény | Ellenfél Eredmény | Ellenfél Eredmény | Ellenfél Eredmény | Ellenfél Eredmény | Ellenfél Eredmény | Helyezés |
| ------------------ | ----------- | ----------------- | ------------------------------------ | ----------------- | ----------------- | ----------------- | ----------------- | ----------------- | ----------------- | -------- |
| Ludovic Chammartin | Légsúly     | erőnyerő          | Cshö Kvanghjon (KOR) · 000(0)–001(0) | kiesett           | kiesett           | kiesett           |                   |                   |                   | 17.      |

Női
| Versenyző     | Versenyszám | Selejtező                          | Nyolcaddöntő      | Negyeddöntő       | Elődöntő          | Vigaszág elődöntő | Bronz- mérkőzés   | Döntő             | Helyezés |
| Versenyző     | Versenyszám | Ellenfél Eredmény                  | Ellenfél Eredmény | Ellenfél Eredmény | Ellenfél Eredmény | Ellenfél Eredmény | Ellenfél Eredmény | Ellenfél Eredmény | Helyezés |
| ------------- | ----------- | ---------------------------------- | ----------------- | ----------------- | ----------------- | ----------------- | ----------------- | ----------------- | -------- |
| Juliane Robra | Középsúly   | Hvang Jeszul (KOR) · 000(2)–001(1) | kiesett           | kiesett           | kiesett           |                   |                   |                   | 9.       |

## Evezés
Férfi
| Versenyző                                                        | Versenyszám                          | Előfutam | Előfutam | Vigaszág | Vigaszág | Elődöntő | Elődöntő | Elődöntő | Döntő | Döntő   | Döntő | Helyezés |
| Versenyző                                                        | Versenyszám                          | Idő      | Hely.    | Idő      | Hely.    | Típus    | Idő      | Hely.    | Típus | Idő     | Hely. | Helyezés |
| ---------------------------------------------------------------- | ------------------------------------ | -------- | -------- | -------- | -------- | -------- | -------- | -------- | ----- | ------- | ----- | -------- |
| Florian Stofer Nico Stahlberg André Vonarburg Augustin Maillefer | Négypárevezős                        | 5:45,13  | 4.       | 5:44,90  | 3.       | A/B      | 6:19,64  | 6.       | B     | 6:04,37 | 6.    | 12.      |
| Simon Schürch Lucas Tramèr Simon Niepmann Mario Gyr              | Könnyűsúlyú kormányos nélküli négyes | 5:53,56  | 1.       |          |          | A/B      | 6:00,97  | 2.       | A     | 6:09,30 | 5.    | 5.       |

## Íjászat
Férfi
| Versenyző   | Versenyszám | Selejtező | Selejtező | 64-es főtábla                | 32-es főtábla     | Nyolcaddöntő      | Negyeddöntő       | Elődöntő          | Döntő             | Helyezés |
| Versenyző   | Versenyszám | Pont      | Kiemelt   | Ellenfél Eredmény            | Ellenfél Eredmény | Ellenfél Eredmény | Ellenfél Eredmény | Ellenfél Eredmény | Ellenfél Eredmény | Helyezés |
| ----------- | ----------- | --------- | --------- | ---------------------------- | ----------------- | ----------------- | ----------------- | ----------------- | ----------------- | -------- |
| Axel Müller | Egyéni      | 633       | 62.       | O Dzsinhjok (KOR) (3.) · 3–7 | kiesett           | kiesett           | kiesett           | kiesett           | kiesett           | 33.      |

Női
| Versenyző       | Versenyszám | Selejtező | Selejtező | 64-es főtábla                | 32-es főtábla     | Nyolcaddöntő      | Negyeddöntő       | Elődöntő          | Döntő             | Helyezés |
| Versenyző       | Versenyszám | Pont      | Kiemelt   | Ellenfél Eredmény            | Ellenfél Eredmény | Ellenfél Eredmény | Ellenfél Eredmény | Ellenfél Eredmény | Ellenfél Eredmény | Helyezés |
| --------------- | ----------- | --------- | --------- | ---------------------------- | ----------------- | ----------------- | ----------------- | ----------------- | ----------------- | -------- |
| Nathalie Dielen | Egyéni      | 528       | 62.       | Tan Ya-Ting (TPE) (3.) · 4–6 | kiesett           | kiesett           | kiesett           | kiesett           | kiesett           | 33.      |

## Kajak-kenu

### Szlalom
| Versenyző     | Versenyszám       | Selejtező | Selejtező | Selejtező | Selejtező | Selejtező     | Selejtező     | Elődöntő | Elődöntő | Döntő   | Döntő    |
| Versenyző     | Versenyszám       | 1. futam  | 1. futam  | 2. futam  | 2. futam  | Jobb eredmény | Jobb eredmény | Elődöntő | Elődöntő | Döntő   | Döntő    |
| Versenyző     | Versenyszám       | Pont      | Hely.     | Pont      | Hely.     | Pont          | Hely.         | Pont     | Hely.    | Pont    | Helyezés |
| ------------- | ----------------- | --------- | --------- | --------- | --------- | ------------- | ------------- | -------- | -------- | ------- | -------- |
| Mike Kurt     | Férfi kajak egyes | 88,14     | 3.        | 88,48     | 5.        | 88,14         | 6.            | 147,35   | 13.      | kiesett | kiesett  |
| Elise Chabbey | Női kajak egyes   | 162,92    | 17.       | 126,46    | 18.       | 126,46        | 20.           | kiesett  | kiesett  | kiesett | kiesett  |

## Kerékpározás

### BMX
| Versenyző          | Versenyszám | Selejtező | Selejtező | Negyeddöntő | Negyeddöntő | Elődöntő | Elődöntő | Döntő   | Döntő    | Helyezés |
| Versenyző          | Versenyszám | Idő       | Helyezés  | Pont        | Helyezés    | Pont     | Helyezés | Idő     | Helyezés | Helyezés |
| ------------------ | ----------- | --------- | --------- | ----------- | ----------- | -------- | -------- | ------- | -------- | -------- |
| Roger Rinderknecht | Férfi       | 39,618    | 23.       | 18          | 4.          | 19       | 7.       | kiesett | kiesett  | 14.      |

### Hegyi-kerékpározás
| Versenyző      | Versenyszám        | Idő             | Helyezés |
| -------------- | ------------------ | --------------- | -------- |
| Nino Schurter  | Férfi terepverseny | 1:29:08 (+0:01) |          |
| Ralph Näf      | Férfi terepverseny | 1:32:58 (+3:51) | 18.      |
| Florian Vogel  | Férfi terepverseny | 1:34:36 (+5:29) | 25.      |
| Esther Süss    | Női terepverseny   | 1:32:46 (+1:54) | 5.       |
| Katrin Leumann | Női terepverseny   | 1:38:23 (+7:31) | 19.      |

### Országúti kerékpározás
Férfi
| Versenyző         | Versenyszám   | Idő                 | Helyezés |
| ----------------- | ------------- | ------------------- | -------- |
| Fabian Cancellara | Időfutam      | 52:53,71 (+2:14,17) | 7.       |
| Fabian Cancellara | Mezőnyverseny | 5:51:40 (+5:43)     | 106.     |
| Grégory Rast      | Mezőnyverseny | 5:46:05 (+0:08)     | 8.       |
| Martin Elmiger    | Mezőnyverseny | 5:46:37 (+0:40)     | 56.      |
| Michael Schär     | Mezőnyverseny | 5:46:37 (+0:40)     | 87.      |
| Michael Albasini  | Mezőnyverseny | 5:46:47 (+0:50)     | 96.      |
| Michael Albasini  | Időfutam      | 56:38,38 (+5:58,84) | 30.      |

## Labdarúgás

### Férfi
| Svájci férfi labdarúgócsapat-játékoskeret | Svájci férfi labdarúgócsapat-játékoskeret                                                                                        |
| --- | --- |
| - Amir Abrashi - François Affolter - Diego Benaglio* - Oliver Buff - Fabio Daprelà - Josip Drmic - Innocent Emeghara - Fabian Frei - Xavier Hochstrasser* | - Pajtim Kasami - Timm Klose* - Admir Mehmedi - Michel Morganella - Ricardo Rodríguez - Fabian Schär - Alain Wiss - Steven Zuber |

* - túlkoros játékos

#### Eredmények
Csoportkör
B csoport
| Csapat          | M | Gy | D | V | Rg | Kg | Gk | P |
| --------------- | - | -- | - | - | -- | -- | -- | - |
| Mexikó (MEX)    | 3 | 2  | 1 | 0 | 3  | 0  | +3 | 7 |
| Dél-Korea (KOR) | 3 | 1  | 2 | 0 | 2  | 1  | +1 | 5 |
| Gabon (GAB)     | 3 | 0  | 2 | 1 | 1  | 3  | –2 | 2 |
| Svájc (SUI)     | 3 | 0  | 1 | 2 | 2  | 4  | –2 | 1 |

| 2012. július 26. 17:15 (18:15) |

| Gabon (GAB)    | 1–1               | Svájc (SUI)                         |
| -------------- | ----------------- | ----------------------------------- |
| Aubameyang 45' | (1–1) Jegyzőkönyv | Mehmedi 5' (11-esből) Buff 32′, 78′ |

| St James’ Park, Newcastle Nézőszám: 15 748 Játékvezető: Wilmar Roldán (kolumbiai) |

| 2012. július 29. 17:15 (18:15) |

| Dél-Korea (KOR)                 | 2–1               | Svájc (SUI)  |
| ------------------------------- | ----------------- | ------------ |
| Pak Csujong 57' Kim Bokjong 64' | (0–0) Jegyzőkönyv | Emeghara 60' |

| Ricoh Arena, Coventry Nézőszám: 30 114 Játékvezető: Raúl Orosco (bolíviai) |

| 2012. augusztus 1. 17:00 (18:00) |

| Mexikó (MEX) | 1–0               | Svájc (SUI) |
| ------------ | ----------------- | ----------- |
| Peralta 69'  | (0–0) Jegyzőkönyv |             |

| Millennium Stadion, Cardiff Nézőszám: 50 000 Játékvezető: Ravshan Ermatov (üzbég) |

| Csapat      | Helyezés |
| ----------- | -------- |
| Svájc (SUI) | 13.      |

## Lovaglás
Díjugratás
| Versenyző                                              | Ló                  | Versenyszám | Selejtező | Selejtező | Selejtező | Selejtező | Selejtező | Selejtező | Selejtező | Selejtező | Döntő   | Döntő   | Döntő   | Végeredmény | Végeredmény |
| Versenyző                                              | Ló                  | Versenyszám | 1. kör    | 1. kör    | 2. kör    | 2. kör    | 2. kör    | 3. kör    | 3. kör    | 3. kör    | 1. kör  | 1. kör  | 2. kör  | Végeredmény | Végeredmény |
| Versenyző                                              | Ló                  | Versenyszám | Bünt.     | Hely.     | Bünt.     | Össz.     | Hely.     | Bünt.     | Össz.     | Hely.     | Bünt.   | Hely.   | Bünt.   | Bünt.       | Helyezés    |
| ------------------------------------------------------ | ------------------- | ----------- | --------- | --------- | --------- | --------- | --------- | --------- | --------- | --------- | ------- | ------- | ------- | ----------- | ----------- |
| Paul Estermann                                         | Castlefield Eclipse | Egyéni      | 0         | 1.        | 0         | 0         | 1.        | 8         | 8         | 11.       | 5       | 20      | 5.      | 10          | 17.         |
| Steve Guerdat                                          | Nino de Buissonnets | Egyéni      | 0         | 1.        | 4         | 4         | 17.       | 4         | 8         | 11.       | 0       | 1       | 0.      | 0           |             |
| Werner Muff                                            | Kiamon              | Egyéni      | 0         | 1.        | 4         | 4         | 17.       | 12        | 16        | 33.       | kiesett | kiesett | kiesett | 16          | 33.         |
| Pius Schwizer                                          | Carlina             | Egyéni      | 8         | 60.       | 0         | 8         | 31.       | 0         | 8         | 11.       | 1       | 7       | 8.      | 9           | 12          |
| Paul Estermann Steve Guerdat Werner Muff Pius Schwizer | lásd fentebb        | Csapat      | 0         | 1.        |           |           |           |           |           |           | 4       | 2.      | 12      | 16          | 4.          |

## Röplabda

### Strandröplabda

#### Férfi
| Versenyző                              | Csoportkör | Csoportkör | 16 közé jutásért  | Nyolcaddöntő                                                           | Negyeddöntő       | Elődöntő          | Döntő             | Helyezés |
| Versenyző                              | Ellenfél Eredmény | Hely.      | Ellenfél Eredmény | Ellenfél Eredmény                                                      | Ellenfél Eredmény | Ellenfél Eredmény | Ellenfél Eredmény | Helyezés |
| -------------------------------------- | --- | ---------- | ----------------- | ---------------------------------------------------------------------- | ----------------- | ----------------- | ----------------- | -------- |
| Jefferson Bellaguarda Patrick Heuscher | A csoport · Olaszország (ITA) · Daniele Lupo · Paolo Nicolai · 19–21, 18–21 · Brazília (BRA) · Alison Cerutti · Emanuel Rego · 18–21, 17–21 · Ausztria (AUT) · Clemens Doppler · Alexander Horst · 22–24, 12–21                       | 2.         |                   | Hollandia (NED) · Reinder Nummerdor · Richard Schuil · 20–22, 15–21    | kiesett           | kiesett           | kiesett           | 9.       |
| Sébastien Chevallier Sascha Heyer      | C csoport · Kína (CHN) · Vu Peng-ken · Hszü Lin-jin · 18–21, 21–16, 15–12 · Oroszország (RUS) · Szergej Prokopjev · Konsztantyin Szemjonov · 28–26, 18–21, 15–13 · Németország (GER) · Julius Brink · Jonas Reckermann · 14–21, 16–21 | 2.         |                   | Lengyelország (POL) · Grzegorz Fijałek · Mariusz Prudel · 18–21, 17–21 | kiesett           | kiesett           | kiesett           | 9.       |

#### Női
| Versenyző                  | Csoportkör | Csoportkör | 16 közé jutásért  | Nyolcaddöntő                                                        | Negyeddöntő       | Elődöntő          | Döntő             | Helyezés |
| Versenyző                  | Ellenfél Eredmény | Hely.      | Ellenfél Eredmény | Ellenfél Eredmény                                                   | Ellenfél Eredmény | Ellenfél Eredmény | Ellenfél Eredmény | Helyezés |
| -------------------------- | --- | ---------- | ----------------- | ------------------------------------------------------------------- | ----------------- | ----------------- | ----------------- | -------- |
| Simone Kuhn Nadine Zumkehr | B csoport · Görögország (GRE) · María Ciarcíani · Vaszilikí Arvaníti · 21–13, 21–19 · Kína (CHN) · Hszüe Csen · Csang Hszi · 18–21, 21–16, 8–15 · Oroszország (RUS) · Anasztaszjia Vaszina · Anna Vozakova · 17–21, 21–19, 9–15 | 3.         |                   | Egyesült Államok (USA) · Jennifer Kessy · April Ross · 15–21, 19–21 | kiesett           | kiesett           | kiesett           | 9.       |

## Sportlövészet
Férfi
| Versenyző        | Versenyszám           | Selejtező | Selejtező | Döntő   | Döntő    |
| Versenyző        | Versenyszám           | Pont      | Helyezés  | Pont    | Helyezés |
| ---------------- | --------------------- | --------- | --------- | ------- | -------- |
| Patrick Scheuber | Légpisztoly           | 569       | 32.       | kiesett | kiesett  |
| Pascal Loretan   | Légpuska              | 589       | 37.       | kiesett | kiesett  |
| Pascal Loretan   | Sportpuska, fekvő     | 591       | 31.       | kiesett | kiesett  |
| Marcel Bürge     | Sportpuska, fekvő     | 594       | 14.       | kiesett | kiesett  |
| Marcel Bürge     | Sportpuska, összetett | 1168      | 11.*      | kiesett | kiesett  |
| Simon Beyeler    | Sportpuska, összetett | 1164      | 19.       | kiesett | kiesett  |
| Simon Beyeler    | Légpuska              | 588       | 39.       | kiesett | kiesett  |
| Fabio Ramella    | Skeet                 | 109       | 34.       | kiesett | kiesett  |

Női
| Versenyző      | Versenyszám           | Selejtező | Selejtező | Döntő   | Döntő    |
| Versenyző      | Versenyszám           | Pont      | Helyezés  | Pont    | Helyezés |
| -------------- | --------------------- | --------- | --------- | ------- | -------- |
| Heidi Diethelm | Légpisztoly           | 375       | 35.       | kiesett | kiesett  |
| Heidi Diethelm | Sportpisztoly         | 575       | 29.       | kiesett | kiesett  |
| Annik Marguet  | Légpuska              | 392       | 38.       | kiesett | kiesett  |
| Annik Marguet  | Sportpuska, összetett | 570       | 40.       | kiesett | kiesett  |

* - három másik versenyzővel azonos eredményt ért el, szétlövés után 45,9 ponttal a 4. helyen végzett

## Szinkronúszás
| Versenyző                    | Versenyszám | Technikai gyakorlat | Technikai gyakorlat | Selejtező        | Selejtező        | Selejtező  | Selejtező  | Döntő            | Döntő            | Döntő      | Döntő      | Helyezés |
| Versenyző                    | Versenyszám | Technikai gyakorlat | Technikai gyakorlat | Szabad gyakorlat | Szabad gyakorlat | Összesítés | Összesítés | Szabad gyakorlat | Szabad gyakorlat | Összesítés | Összesítés | Helyezés |
| Versenyző                    | Versenyszám | Pont                | Hely.               | Pont             | Hely.            | Pont       | Hely.      | Pont             | Hely.            | Pont       | Hely.      | Helyezés |
| ---------------------------- | ----------- | ------------------- | ------------------- | ---------------- | ---------------- | ---------- | ---------- | ---------------- | ---------------- | ---------- | ---------- | -------- |
| Pamela Fischer Anja Nyffeler | Páros       | 81,200              | 20.                 | 82,120           | 19.              | 163,320    | 20.        | kiesett          | kiesett          | kiesett    | kiesett    | 20.      |

## Tenisz
Férfi
| Versenyző                        | Versenyszám | 64-es főtábla                         | 32-es főtábla                                               | Nyolcaddöntő                                                   | Negyeddöntő                      | Elődöntő                                           | Bronz- mérkőzés   | Döntő                             | Helyezés |
| Versenyző                        | Versenyszám | Ellenfél Eredmény                     | Ellenfél Eredmény                                           | Ellenfél Eredmény                                              | Ellenfél Eredmény                | Ellenfél Eredmény                                  | Ellenfél Eredmény | Ellenfél Eredmény                 | Helyezés |
| -------------------------------- | ----------- | ------------------------------------- | ----------------------------------------------------------- | -------------------------------------------------------------- | -------------------------------- | -------------------------------------------------- | ----------------- | --------------------------------- | -------- |
| Roger Federer                    | Egyes       | Alejandro Falla (COL) · 6–3, 5–7, 6–3 | Julien Benneteau (FRA) · 6–2, 6–2                           | Denis Istomin (UZB) · 7–5, 6–3                                 | John Isner (USA) · 6–4, 7–6(7–5) | Juan Martín del Potro (ARG) · 3–6, 7–6(7–5), 19–17 |                   | Andy Murray (GBR) · 2–6, 1–6, 4–6 |          |
| Stanislas Wawrinka               | Egyes       | Andy Murray (GBR) · 3–6, 3–6          | kiesett                                                     | kiesett                                                        | kiesett                          | kiesett                                            | kiesett           | kiesett                           | 33.      |
| Roger Federer Stanislas Wawrinka | Páros       |                                       | Japán (JPN) · Nisikori Kei · Szoeda Gó · 6–7(5–7), 6–4, 6–4 | Izrael (ISR) · Jonathan Erlich · Andi Rám · 6–1, 6–7(5–7), 3–6 | kiesett                          | kiesett                                            | kiesett           | kiesett                           | 9.       |

## Tollaslabda
| Versenyző      | Versenyszám | Csoportkör                                                                     | Csoportkör | Nyolcaddöntő      | Negyeddöntő       | Elődöntő          | Bronz- mérkőzés   | Döntő             | Helyezés |
| Versenyző      | Versenyszám | Ellenfél Eredmény                                                              | Hely.      | Ellenfél Eredmény | Ellenfél Eredmény | Ellenfél Eredmény | Ellenfél Eredmény | Ellenfél Eredmény | Helyezés |
| -------------- | ----------- | ------------------------------------------------------------------------------ | ---------- | ----------------- | ----------------- | ----------------- | ----------------- | ----------------- | -------- |
| Sabrina Jaquet | Női egyes   | E csoport · Sájna Nehavál (IND) · 9–21, 4–21 · Lianne Tan (BEL) · 16–21, 16–21 | 3.         | kiesett           | kiesett           | kiesett           | kiesett           | kiesett           | 33.      |

## Torna
Férfi
| Versenyző       | Versenyszám      | Selejtező | Selejtező | Döntő    | Döntő    |
| Versenyző       | Versenyszám      | Pontszám  | Helyezés  | Pontszám | Helyezés |
| --------------- | ---------------- | --------- | --------- | -------- | -------- |
| Claudio Capelli | Talaj            | 14,766    | 25.       | kiesett  | kiesett  |
| Claudio Capelli | Korlát           | 14,600    | 38.       | kiesett  | kiesett  |
| Claudio Capelli | Nyújtó           | 14,766    | 22.       | kiesett  | kiesett  |
| Claudio Capelli | Gyűrű            | 14,133    | 49.*      | kiesett  | kiesett  |
| Claudio Capelli | Lólengés         | 14,133    | 26.       | kiesett  | kiesett  |
| Claudio Capelli | Egyéni összetett | 87,598    | 19.       | 87,314   | 17.      |

Női
| Versenyző          | Versenyszám      | Selejtező | Selejtező | Döntő    | Döntő    |
| Versenyző          | Versenyszám      | Pontszám  | Helyezés  | Pontszám | Helyezés |
| ------------------ | ---------------- | --------- | --------- | -------- | -------- |
| Giulia Steingruber | Talaj            | 12,900    | 62.       | kiesett  | kiesett  |
| Giulia Steingruber | Ugrás            | 13,924    | 9.        | kiesett  | kiesett  |
| Giulia Steingruber | Felemás korlát   | 13,266    | 48.       | kiesett  | kiesett  |
| Giulia Steingruber | Gerenda          | 13,766    | 29.       | kiesett  | kiesett  |
| Giulia Steingruber | Egyéni összetett | 54,715    | 23.       | 56,148   | 14.      |

* - egy másik versenyzővel azonos eredményt ért el

## Triatlon
| Versenyző     | Versenyszám | 1,5 km úszás | Depózás 1 | 40 km kerékpározás | Depózás 2 | 10 km futás | Összesítés | Összesítés |
| Versenyző     | Versenyszám | Idő          | Idő       | Idő                | Idő       | Idő         | Idő        | Helyezés   |
| ------------- | ----------- | ------------ | --------- | ------------------ | --------- | ----------- | ---------- | ---------- |
| Sven Riederer | Férfi       | 17:22        | 0:39      | 58:52              | 0:30      | 30:23       | 1:47:46    | 8.         |
| Ruedi Wild    | Férfi       | 18:28        | 0:42      | 59:17              | 0:28      | 32:15       | 1:51:10    | 39.        |
| Nicola Spirig | Női         | 19:24        | 0:40      | 1:05:33            | 0:30      | 33:41       | 1:59:48    |            |
| Daniela Ryf   | Női         | 19:49        | 0:51      | 1:08:28            | 0:31      | 36:58       | 2:06:37    | 40.        |

## Úszás
Férfi
| Versenyző        | Versenyszám    | Előfutam | Előfutam | Előfutam | Elődöntő | Elődöntő | Elődöntő | Döntő   | Döntő    |
| Versenyző        | Versenyszám    | Idő      | Hely.    | Össz.    | Idő      | Hely.    | Össz.    | Idő     | Helyezés |
| ---------------- | -------------- | -------- | -------- | -------- | -------- | -------- | -------- | ------- | -------- |
| Dominik Meichtry | 100 m gyors    | 49,95    | 5.       | 29.      | kiesett  | kiesett  | kiesett  | kiesett | kiesett  |
| Dominik Meichtry | 200 m gyors    | 1:47,97  | 5.       | 16.      | 1:48,25  | 8.       | 15.      | kiesett | kiesett  |
| Dominik Meichtry | 400 m gyors    | 3:51,34  | 8.       | 19.      |          |          |          | kiesett | kiesett  |
| Dominik Meichtry | 100 m pillangó | 53,40    | 1.       | 33.      | kiesett  | kiesett  | kiesett  | kiesett | kiesett  |
| Yannick Käser    | 200 m mell     | 2:13,49  | 8.       | 24.      | kiesett  | kiesett  | kiesett  | kiesett | kiesett  |
| Alexandre Liess  | 200 m pillangó | 2:00,13  | 8.       | 33.      | kiesett  | kiesett  | kiesett  | kiesett | kiesett  |
| David Karasek    | 200 m vegyes   | 2:01,35  | 7.       | 28.      | kiesett  | kiesett  | kiesett  | kiesett | kiesett  |

Női
| Versenyző          | Versenyszám      | Előfutam | Előfutam | Előfutam | Elődöntő | Elődöntő | Elődöntő | Döntő     | Döntő    |
| Versenyző          | Versenyszám      | Idő      | Hely.    | Össz.    | Idő      | Hely.    | Össz.    | Idő       | Helyezés |
| ------------------ | ---------------- | -------- | -------- | -------- | -------- | -------- | -------- | --------- | -------- |
| Danielle Villars   | 200 m gyors      | 2:03,55  | 2.       | 31.      | kiesett  | kiesett  | kiesett  | kiesett   | kiesett  |
| Danielle Villars   | 100 m pillangó   | 59,42    | 1.       | 26.*     | kiesett  | kiesett  | kiesett  | kiesett   | kiesett  |
| Martina van Berkel | 200 m pillangó   | 2:12,25  | 7.       | 25.      | kiesett  | kiesett  | kiesett  | kiesett   | kiesett  |
| Swann Oberson      | 10 km nyílt vízi |          |          |          |          |          |          | 2:01:38,0 | 19.      |

* - egy másik versenyzővel azonos eredményt ért el

## Vitorlázás
Férfi
| Versenyző                        | Versenyszám     | Futam | Futam | Futam | Futam | Futam | Futam | Futam | Futam | Futam | Futam | Futam   | Pontszám | Helyezés |
| Versenyző                        | Versenyszám     | 1     | 2     | 3     | 4     | 5     | 6     | 7     | 8     | 9     | 10    | É       | Pontszám | Helyezés |
| -------------------------------- | --------------- | ----- | ----- | ----- | ----- | ----- | ----- | ----- | ----- | ----- | ----- | ------- | -------- | -------- |
| Richard Stauffacher              | Szörfvitorlázás | 10    | (21)  | 14    | 15    | 6     | 18    | 20    | 8     | 10    | 12    | 14      | 127      | 10.      |
| Yannick Brauchli Romuald Hausser | 470-es osztály  | 11    | 16    | 18    | 22    | 14    | 12    | 12    | 7     | (23)  | 7     | kiesett | 119      | 15.      |
| Flavio Marazzi Enrico De Maria   | Csillaghajó     | 13    | 8     | 11    | 9     | 15    | 7     | 10    | 13    | 15    | (16)  | kiesett | 102      | 13.      |

Női
| Versenyző        | Versenyszám  | Futam | Futam | Futam | Futam | Futam | Futam | Futam | Futam | Futam | Futam | Futam   | Pontszám | Helyezés |
| Versenyző        | Versenyszám  | 1     | 2     | 3     | 4     | 5     | 6     | 7     | 8     | 9     | 10    | É       | Pontszám | Helyezés |
| ---------------- | ------------ | ----- | ----- | ----- | ----- | ----- | ----- | ----- | ----- | ----- | ----- | ------- | -------- | -------- |
| Nathalie Brugger | Laser radial | 13    | 25    | 18    | 14    | 15    | 10    | (42*) | 14    | 10    | 16    | kiesett | 135      | 14.      |

* - kizárták (fekete zászló)

## Vívás
Férfi
| Versenyző     | Versenyszám       | Selejtező         | 32-es főtábla                | Nyolcaddöntő                | Negyeddöntő       | Elődöntő          | Bronz- mérkőzés   | Döntő             | Helyezés |
| Versenyző     | Versenyszám       | Ellenfél Eredmény | Ellenfél Eredmény            | Ellenfél Eredmény           | Ellenfél Eredmény | Ellenfél Eredmény | Ellenfél Eredmény | Ellenfél Eredmény | Helyezés |
| ------------- | ----------------- | ----------------- | ---------------------------- | --------------------------- | ----------------- | ----------------- | ----------------- | ----------------- | -------- |
| Max Heinzer   | Párbajtőr, egyéni |                   | Paris Inostroza (CHI) · 15–2 | Rubén Limardo (VEN) · 11–15 | kiesett           | kiesett           | kiesett           | kiesett           | 9.       |
| Fabian Kauter | Párbajtőr, egyéni |                   | erőnyerő                     | Yannick Borel (FRA) · 11–15 | kiesett           | kiesett           | kiesett           | kiesett           | 9.       |

Női
| Versenyző        | Versenyszám       | Selejtező         | 32-es főtábla                     | Nyolcaddöntő            | Negyeddöntő       | Elődöntő          | Bronz- mérkőzés   | Döntő             | Helyezés |
| Versenyző        | Versenyszám       | Ellenfél Eredmény | Ellenfél Eredmény                 | Ellenfél Eredmény       | Ellenfél Eredmény | Ellenfél Eredmény | Ellenfél Eredmény | Ellenfél Eredmény | Helyezés |
| ---------------- | ----------------- | ----------------- | --------------------------------- | ----------------------- | ----------------- | ----------------- | ----------------- | ----------------- | -------- |
| Tiffany Géroudet | Párbajtőr, egyéni | erőnyerő          | Magdalena Piekarska (POL) · 15–14 | Sun Yujie (CHN) · 10–15 | kiesett           | kiesett           | kiesett           | kiesett           | 9.       |